# Emmanuel de Mensdorff-Pouilly
Pour les autres membres de la famille, voir Famille de Mensdorff-Pouilly.
Emmanuel, comte de Mensdorff-Pouilly (Nancy ou Pouilly-sur-Meuse 24 janvier 1777 - Vienne 28 juin 1852) était un feldmarschall-lieutenant autrichien, vice-gouverneur de la forteresse de Mayence, ainsi que citoyen d'honneur de la ville de Mayence à partir de 1834.

## Famille
La maison de Mensdorff-Pouilly est une famille de la noblesse lorraine, et tient sa noblesse de la baronnie de Pouilly-sur-Meuse près de Stenay. La branche de Dietrichstein s'éteint en 1864, mais une branche de Mensdorff-Pouilly-Dietrichstein continue en passant par une femme.
Albert-Louis de Pouilly (1731-1795) et sa femme Marie-Antoinette née de Custines (1746-1800) émigrèrent avec leurs enfants en 1790 hors de la France révolutionnaire. Les fils, Albert (1775-1799, mort au combat en Italie) et Emmanuel (1777-1852) prirent le nom de Mensdorff (du nom d'une commune du comté de Roussy au Luxembourg). Emmanuel comte de Mensdorff-Pouilly a épousé le 22 février 1804 la princesse Sophie de Saxe-Cobourg-Saalfeld (1777-1835), fille du duc François de Saxe-Cobourg-Saalfeld, sœur aînée du roi Léopold Ier de Belgique, tante du prince consort Albert et de la reine Victoria Ire du Royaume-Uni ainsi que du roi Ferdinand II de Portugal. Leur fils Alexandre de Mensdorff-Pouilly fut un homme d'État autrichien, ministre des affaires étrangères en 1864-1866 et ministre-président de l'empire d'Autriche.

## Domaine
En 1838, Emmanuel de Mensdorff-Pouilly acheta la seigneurie et le château de Preitenstein (à Nečtiny) en Bohême occidentale. Cette seigneurie resta la propriété des Mensdorff-Pouilly jusqu'en 1945.

## Titre et armoiries
Il reçut le titre héréditaire de comte autrichien en 1818, et l'incolat tchèque en 1839. La devise familiale de Mensdorff-Pouilly était : Fortitudine et caritate. Son blason était d'argent au lion d'azur armé de gueules, avec la devise : Sans varier.

## Œuvre
Emmanuel Graf von Mensdorff-Pouilly : Tagebuch des Streifkorps unter Führung des k. k. Oberst Emanuel Grafen von Mensdorff-Pouilly (21. August bis 10. Dezember 1813), éditions "k. und k. Kriegs-Archivs" (archives de guerre impériales et royales), Dritte Folge (troisième série), III. tome, 1904, pages 251 - 314.